# Hylaeamys
Hylaeamys ist eine Gattung von Nagetieren in der Gruppe der Neuweltmäuse mit Arten, die in Südamerika verbreitet sind.

## Taxonomie
Die Arten der Gattung wurden bis zum Jahr 2006 in die Gruppe der Reisratten (Oryzomys) eingeordnet. Die Neueinteilung erfolgte infolge genetischer Untersuchungen. Weiterhin besitzen die Mitglieder der Gattung Hylaeamys gemeinsame Schädelmerkmale, die sie von den Reisratten unterscheiden. Der wissenschaftliche Gattungsname bezieht sich auf den Landschaftsnamen Hylaea, den Alexander von Humboldt für die Regenwälder am Fuße der Anden wählte.

## Merkmale
Das kurze und recht borstige Fell der Oberseite hat eine dunkelgraue, intensiv braune oder hellbraune Farbe, während die Unterseite graues Fell trägt. Kennzeichnend sind schmale lange Hinterfüße und Haarbüschel, die teilweise die Krallen bedecken. In der äußeren Gestalt ähneln sich die Vertreter der Gattung stark. Unterschiede bestehen vor allem in den Proportionen der verschiedenen Körperteile und im Karyotyp.

## Arten und Verbreitung
Die IUCN listet folgende Arten:
- Hylaeamys acritus lebt im nördlichen Bolivien.
- Hylaeamys laticeps ist im östlichen Brasilien verbreitet.
- Hylaeamys megacephalus kommt im zentralen und östlichen Südamerika vor.
- Hylaeamys oniscus hat ein Verbreitungsgebiet in Brasilien am Atlantik.
- Hylaeamys perenensis lebt im Norden und Zentrum Südamerikas.
- Hylaeamys tatei bewohnt ein kleines Gebiet in Ecuador.
- Hylaeamys yunganus hat ein ähnliches Verbreitungsgebiet wie Hylaeamys perenensis.

Diese Nagetiere leben im Flachland und im Gebirge bis 1000 Meter Höhe. Sie halten sich in Wäldern und im Umfeld von Baumgruppen in Savannen auf.

## Gefährdung
Von der IUCN werden zwei Arten mit unzureichende Datenlage (data deficient), eine Art als gefährdet (vulnerable), eine Art in der Vorwarnliste (near threatened) und drei Arten als nicht gefährdet (least concern) gelistet.